# پلش (آلکساندروواتس)
پلش (به صربی: Pleš) یک منطقهٔ مسکونی در صربستان است که در الکساندراواک واقع شده‌است. پلش ۴۰۳ نفر جمعیت دارد.